# La passió de Venus
La passió de Venus (títol original: Delta of Venus) és una pel·lícula dramàtica i eròtica d'origen estatunidenc que es va estrenar el 1995. Està inspirada per la col·lecció eròtica del mateix nom, obra de Anaïs Nin. Es desenvolupa a París (França), entre 1939 i 1940. Tracta la història d'una novel·lista eròtica que escriu inspirada per les seves fantasies. La pel·lícula va ser dirigida per Zalman King i és protagonitzada per Audie England, Costas Mandylor i Marek Vašut. Va rebre a més la qualificació NC-17 a causa del seu contingut sexual. Ha estat doblada al català.

## Argument
París, França el 1940 al principi de la Segona Guerra Mundial abans de la invasió alemanya i conquesta de França, Elena Martin (Audie England) és una jove escriptora estatunidenca amb maldecaps mentre busca inspiració per la seva primera novel·la. Elena coneix i té un sòrdid afer amb un americà expatriat anomenat Lawrence Walters (Costas Mandylor). Amb l'encoratjament dels seus amics, el seu amant, i el seu editor, Elena té una certa atracció pel voyerisme i altres aventures sexuals participatives mentre busca la inspiració per escriure el seu llibre i esdevenir una autora de ficció eròtica.

## Repartiment
- Audie England: Elena Martin
- Costas Mandylor: Lawrence Walters
- Eric Da Silva: Marcel
- Raven Snow: Leila
- Rory Campbell: Miguel
- Emma Louise Moore: Ariel
- Bernard Zette: Donald (com Zette)
- Marek Vasut: Luc
- Markéta Hrubesová: Bijou
- Daniel Leza: Pierre
- Stephen Halbert: Harry
- Dale Wyatt: Millicent
- Jirí Ded: Sacerdot
- Valérie Zawadská: Landlady
- James Donahower: Bandleader

## Crítica
"Drama eròtic festiu adaptat de la novel·la de Nin. (...) insípida cinta destinada als incondicionals del gènere. Es deixa veure"